# Bazilika samostana sv. Marije na Monte Berico, Vicenza
Bazilika samostana sv. Marije na Monte Berico (italijansko: Basilica di S. Maria di Monte Berico) je rimskokatoliška cerkev in basilica minor v Vicenzi, severna Italija. Cerkev je posvečena Mariji, stoji na vrhu hriba z lepim pogledom na mesto in je romarska cerkev.

## Izvor
Po legendi se je kmečkemu delavcu z imenom Vincenza Pasini na hribu dvakrat prikazala Marija; prvič 7. marca 1426, drugič 1. avgusta 1428. V tem času so v Benečiji ljudje in gospodarstvo trpeli za strašno kugo. Marija je obljubila, da če ljudje Vicenze zgradijo cerkev na vrhu hriba, jih bo odrešila kuge. Ljudje so držali svojo obljubo in cerkev (kapela) je bila zgrajena v 3 mesecih.
Prvotna cerkev (kapela) je kasneje postala romarsko svetišče. Mesto Vicenza je odredilo preiskavo prek javnega notarja da bi pogledal ta dva izredna dogodka. Zaslišanje je sledilo v novembru 1430. Sodni posnetki so še danes ohranjeni v mestni knjižnici Biblioteca Civica Bertoliana.
Prve verske obrede je vodil red Bridgettines (frančiškanski red Sv. Brigida), ki je bil v mestu 2. novembra 1429. Konec maja 1435 so nune Sv Brigida na ukaz papeža Evgena IV., zapustile baziliko 18. marec 1435. Naloženo jim je bilo, da se vrnejo v prvotni način življenja njihovega reda.
Mesto Vicenza je dobilo pravice do Monte Berica. V nadaljevanju je  31. maja 1435 cerkev in samostan dobil red Servite (privrženci Marije). Naslednji dan je Francesco Malipiero, škof iz Vicenze, dal kapeli ime, ki ga ima še danes.
Novo cerkev so zgradili po načrtih arhitekta Carlo Borella (1688) in je bila okrašena z deli kiparja Orazio Marinali iz Bassana. 
Leta 1821 so bili uliti v 15 zvonovi v B intonaciji, prečka pa v slogu Veroneseja.

## Piazzale della Vittoria
Piazzale della Vittoria je trg pred baziliko, ki je bil posvečen 23. septembra 1924. Leži na sprednjem delu severne fasade in kaže panoramski pogled na mesto Vicenza. Obdaja ga betonska ograja, ki deluje kot velik odprt balkon, s katerega se odpira razgled na mesto.
Na vrhu ograje so znamenja, ki opozarjajo na znana mesta v daljavi. Eden izmed najbolj znanih pogledov je na Monte Grappa, drugi sežejo do obronkov Alp (Dolomiti), skupaj z Lessinjskimi gorami, beneško laguno, Mount Pasubio, reko Piave in številne druge kraje v Benečiji.

## Sveta Marija
Kip svete Marije je izdelal Nicolò da Venezia leta 1430, dve leti po drugem prikazovanju  lokalnega kmeta Vincenza Pasinija.

## Obnova
Prvotna bazilika je bila večkrat obnovljena v stoletjih obstoja, včasih z znanimi arhitekti, kot so Andrea Palladio, Piovene in Miglioranza. Vse te spremembe so vidne še danes.

## Arhitektura
Romarska pot je bila zgrajena v čast Device Marije v letu 1595 po naročilu Giacoma Bragadina, vodilnega moža Beneške republike v Vicenzi. Pot se konča z majhnim odprtim trgom, ki sega do polovice hriba, in iz katerega je pogled na mesto spodaj.
Pešpot, ki trenutno povezuje mesto s cerkvijo Matere božje je oblikoval Francesco Muttoni in je bila zgrajena in odprta 7. marca 1746. Skupna dolžina poti je okoli 700 metrov, sestavljena je iz 150 obokov, ki so združeni po deset. Vsaka skupina je posvečena eni od 15 skrivnosti in 150 jagodam v rožnem vencu.
Cerkev vsebuje številna umetniška dela, vključno z: 
- Večerja sv. Gregorja Paola Veroneseja (1572). Večerja sv. Gregorja spominja na dogodek zadnje večerje, pri katerem sedi Gregor, ki je vedno večerjal z 12 posamezniki, medtem ko je v jedilnico nepričakovano prišel romar. Kasneje je bil ta romar opredeljen kot Jezus. Opica na verigi menda simbolizira poganstvo, medtem ko pes simbolizira moč in zvestobo.
- Pietà, delo Bartolomeo Montagna (zgodnja 1500-ta)
- Marija s štirimi evangelisti in Kristusov krst, delo Alessandro Maganza
- Glavni oltar prikazuje sliko Alegorija ljudstva Vicenza predstavi cerkev Monte Berico Mariji, Giulio Carponi

## Zunanje povezav
- Sanctuary Monte Berico's Web site (angleško)
- Comune di Vicenza Arhivirano 2007-01-13 na Wayback Machine. (italijansko)
- Museum of the Sanctuary Arhivirano 2011-08-17 na Wayback Machine.
- Arhivirano 2011-12-15 na Wayback Machine.